# كليمنت فيلافيردي
كليمنت فيلافيردي (بالإسبانية: Clemente Villaverde)‏ هو لاعب كرة قدم إسباني في مركز الدفاع، ولد في 8 فبراير 1959 في كانغاس دي أونيس في إسبانيا. لعب مع أتلتيكو مدريد ب وأتلتيكو مدريد.